# Ceratina moricei
Ceratina moricei är en biart som beskrevs av Heinrich Friese 1899. Ceratina moricei ingår i släktet märgbin, och familjen långtungebin. Inga underarter finns listade i Catalogue of Life.